# Avenue Edward-Tuck
L'avenue Edward-Tuck est une voie du 8e arrondissement de Paris, en France.

## Situation et accès
L'avenue Edward-Tuck est une voie publique située dans le 8e arrondissement de Paris. Elle débute cours la Reine et se termine avenue Dutuit.

## Origine du nom

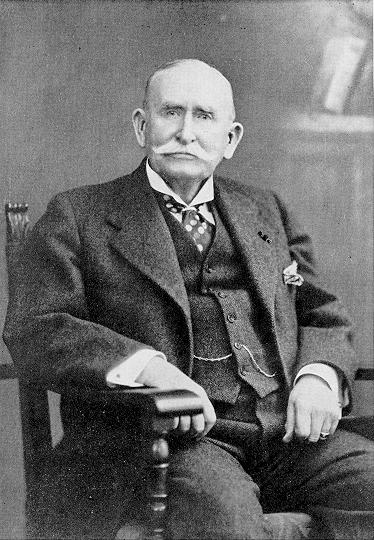
Edward Tuck.

Elle porte le nom de l'homme d'affaires américain Edward Tuck (1842-1938).

## Historique
L'avenue Edward-Tuck a été détachée le 17 août 1938 de l'avenue Dutuit.
Dans le cadre du réaménagement de l'avenue des Champs-Élysées et de ses abords avant et après les Jeux olympiques de 2024, la mairie de Paris annonce la piétonnisation de l'avenue Edward-Tuck.